# Il Bargello
Il Bargello fu un settimanale curato dalla Federazione provinciale fascista di Firenze. 

## Storia
Il primo nunero uscì nel capoluogo toscano il 9 giugno 1929. Il direttore era il giovane ventiseienne fiorentino Alessandro Pavolini che nel 1920 aveva aderito ai Fasci italiani di combattimento e destinato ad assumere un ruolo di primo piano negli ultimi anni del regime, la casa editrice era la Vallecchi, dirigeva la redazione il giornalista Gioacchino Contri.
Nel 1934 la direzione fu assunta da Contri che la mantenne sino all'ultimo numero edito nel 1943.

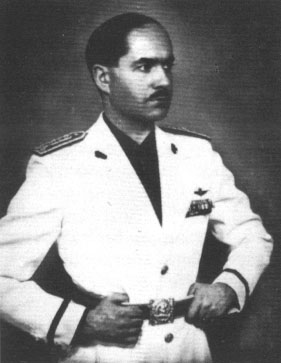
Alessandro Pavolini (1938)

Rivista politica, Il Bargello ospitava anche una sezione letteraria che cautamente si aprì a tematiche di respiro europeo, a scrittori non completamente politicizzati e a collaboratori di altre riviste tra cui Solaria. Con l'evolversi del regime verso ideologie più decisamente autoritarie e conservatrici, anche una certa ambiguità iniziale della rivista andò diminuendo. 
L'assenza di una linea organica precisa e costante è testimoniata anche dall'alternarsi tra fronda e completo allineamento dei collaboratori e redattori tra i quali si possono citare Fernando Agnoletti, Piero Bargellini, Romano Bilenchi, Alessandro Bonsanti, Giansiro Ferrata, Alfonso Gatto, Vasco Pratolini, Berto Ricci. Collaborò al settimanale, con alcuni suoi disegni d'ispirazione popolare e vigorosa, anche il pittore Ottone Rosai.